# Eduardo Cuervo
Eduardo Cuervo, właśc. Eduardo Curevo Gomez  (ur. 2 sierpnia 1977 w Guadalajarze) – meksykański aktor; najbardziej znany w Polsce z udziału w telenowelach: Przyjaciółki i rywalki, Zbuntowani i Serce z kamienia, emitowanej w TVN Siedem.
Syn Jose i Teresy, wychowywał się ze starszym bratem i dwiema młodszymi siostrami – Jose i Teresą. Mając trzynaście lat po raz pierwszy wystąpił na małym ekranie w telenoweli W niewoli uczuć (Abrázame muy fuerte, 2000), wyprodukowanej przez Televisa S.A. de C.V. (grupa medialna Televisa), w której wystąpił  u boku Fernando Colungi. Potem pojawił się w telenowelach: Przyjaciółki i rywalki (Amigas y rivales, 2001), Ścieżki miłości (Las Vías del amor, 2002), Serce z kamienia (Mujer de madera, 2004) i Zbuntowani (Rebelde, 2005).
W 2006 roku podjął pracę dla stacji telewizyjnej Telemundo. Następnie wystąpił w telenoweli Telemundo Meandry miłości (Pecados Ajenos) (2007), gdzie zdjęcia kręcono w Miami, na Florydzie.

## Filmografia

### filmy kinowe
- 2008: All Inclusive jako Hector

### telenowele
- 2007: Meandry miłości (Pecados Ajenos) jako Ricardo
- 2007: Mujer, casos de la vida real
- 2006: Tierra de Pasiones jako Mauricio 'Mauro' López
- 2005: Mujer, casos de la vida real
- 2005: Zbuntowani (Rebelde) jako Allan
- 2005: Pablo i Andrea (Pablo y Andrea) jako Luigui
- 2004: Serce z kamienia (Mujer de madera) jako Horacio
- 2003: Mujer, casos de la vida real
- 2002: Ścieżki miłości (Las Vías del amor) jako Pedro Betanzos Martínez
- 2001: Przyjaciółki i rywalki (Amigas y rivales) jako Oscar
- 2000: W niewoli uczuć (Abrázame muy fuerte) jako Jorge